# Arba Minch

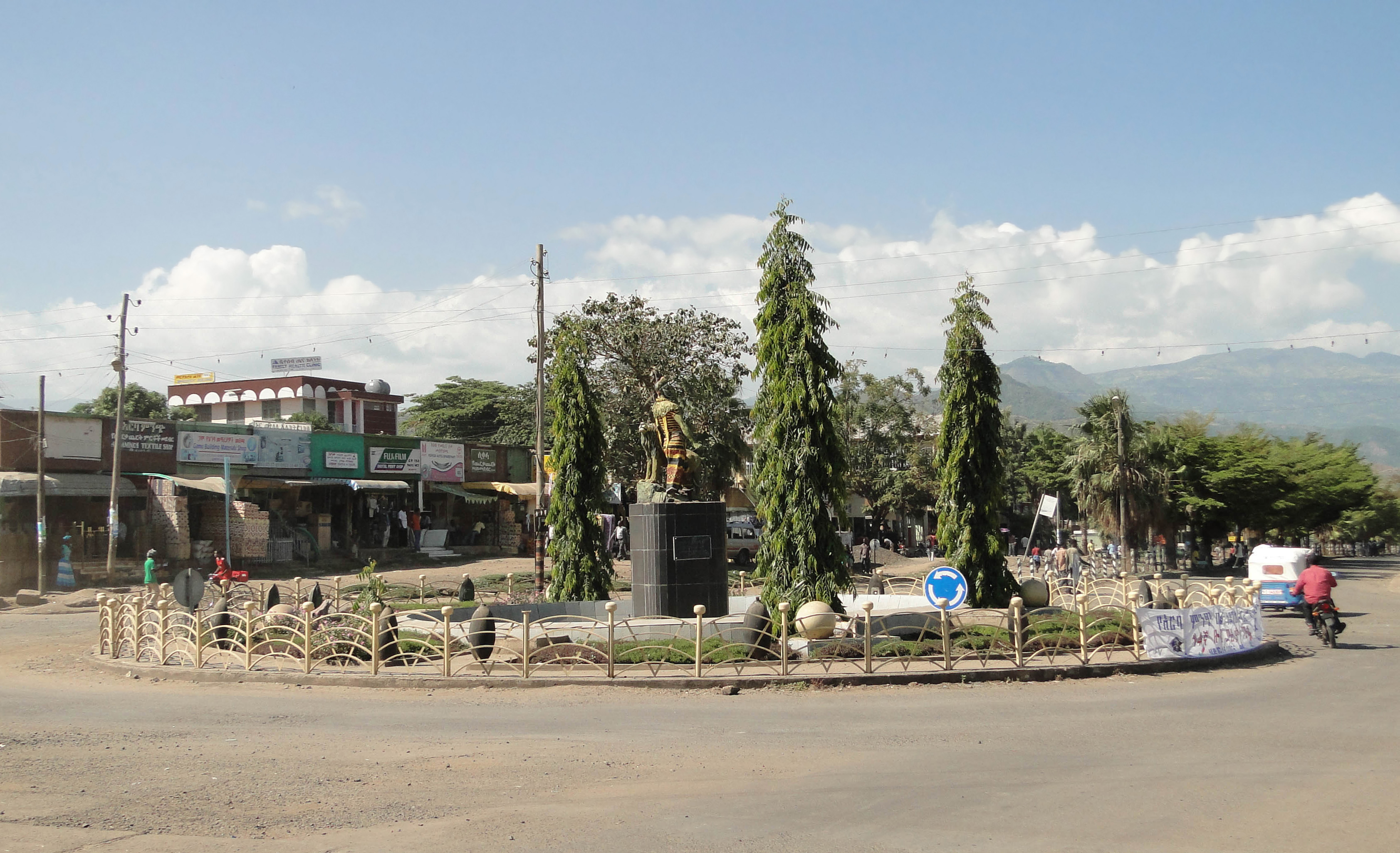
Monument in Arba Minch

Arba Minch (Amhaars voor 40 bronnen) is een stad in de Ethiopische zuidelijke regio.
In 2005 telde Arba Minch 72.507 inwoners.
Arba Minch ligt aan de voet van de Grote Slenk tegenover een heuvel genaamd Brug van God, de natuurlijke scheiding tussen de Abayo en Chamo meren. In Arba Minch is de Arba Minch University gevestigd. 
Arba Minch is per vliegtuig driemaal per week vanuit Addis Abeba te bereiken.